# Dorfkirche Wittbrietzen

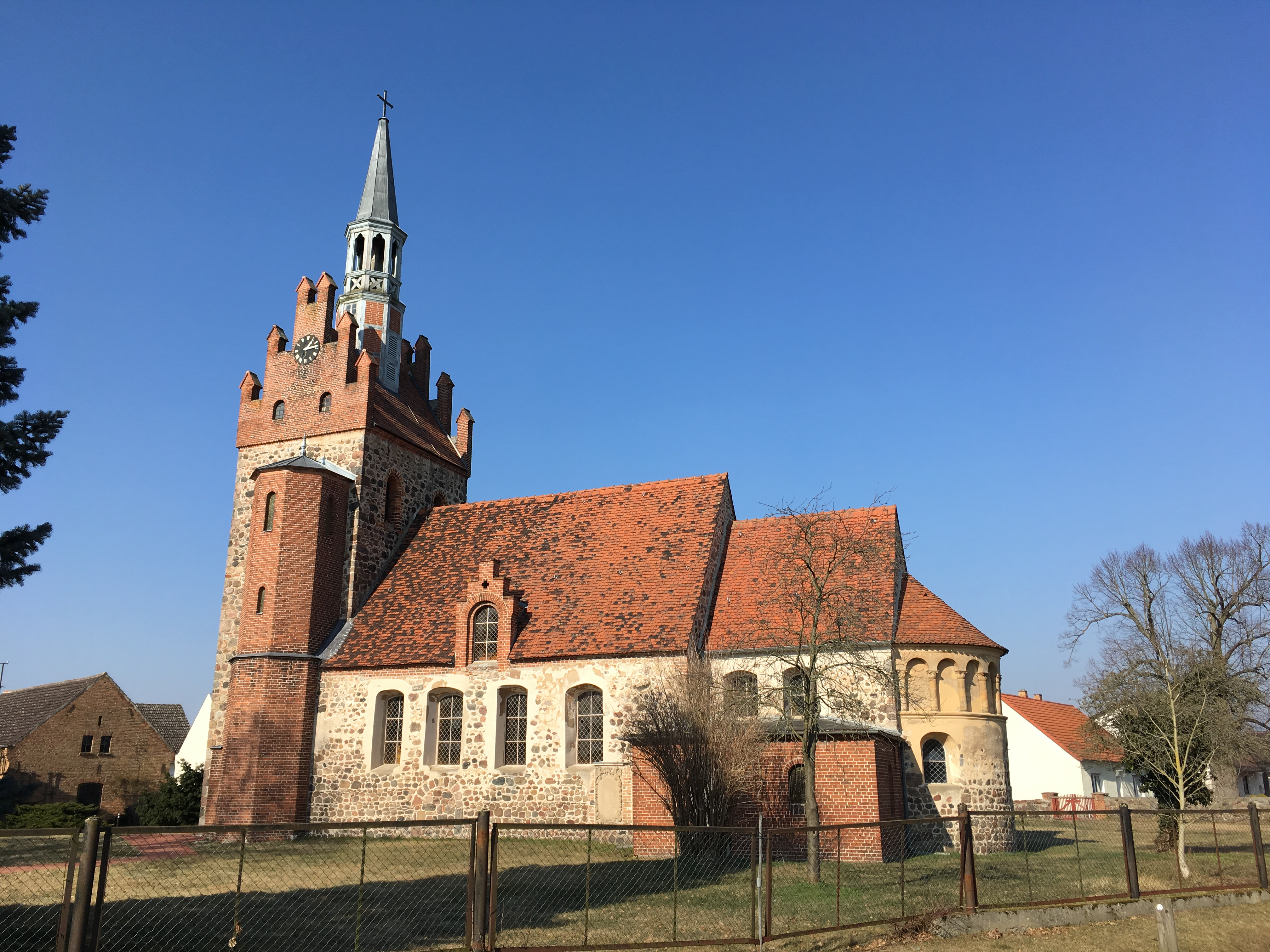
Dorfkirche Wittbrietzen

Die evangelische Dorfkirche Wittbrietzen ist eine spätromanische Feldsteinkirche in Wittbrietzen, einem Ortsteil der Stadt Beelitz im Landkreis Potsdam-Mittelmark in Brandenburg. Die Kirchengemeinde gehört zum Kirchenkreis Mittelmark-Brandenburg der Evangelischen Kirche Berlin-Brandenburg-schlesische Oberlausitz.

## Lage
Die Wittbrietzener Dorfstraße führt in Nord-Süd-Richtung durch den Ort. Westlich dieser Straße steht das Bauwerk auf einem mandelförmigen Dorfanger, der mit einem Zaun eingefriedet ist.

## Geschichte

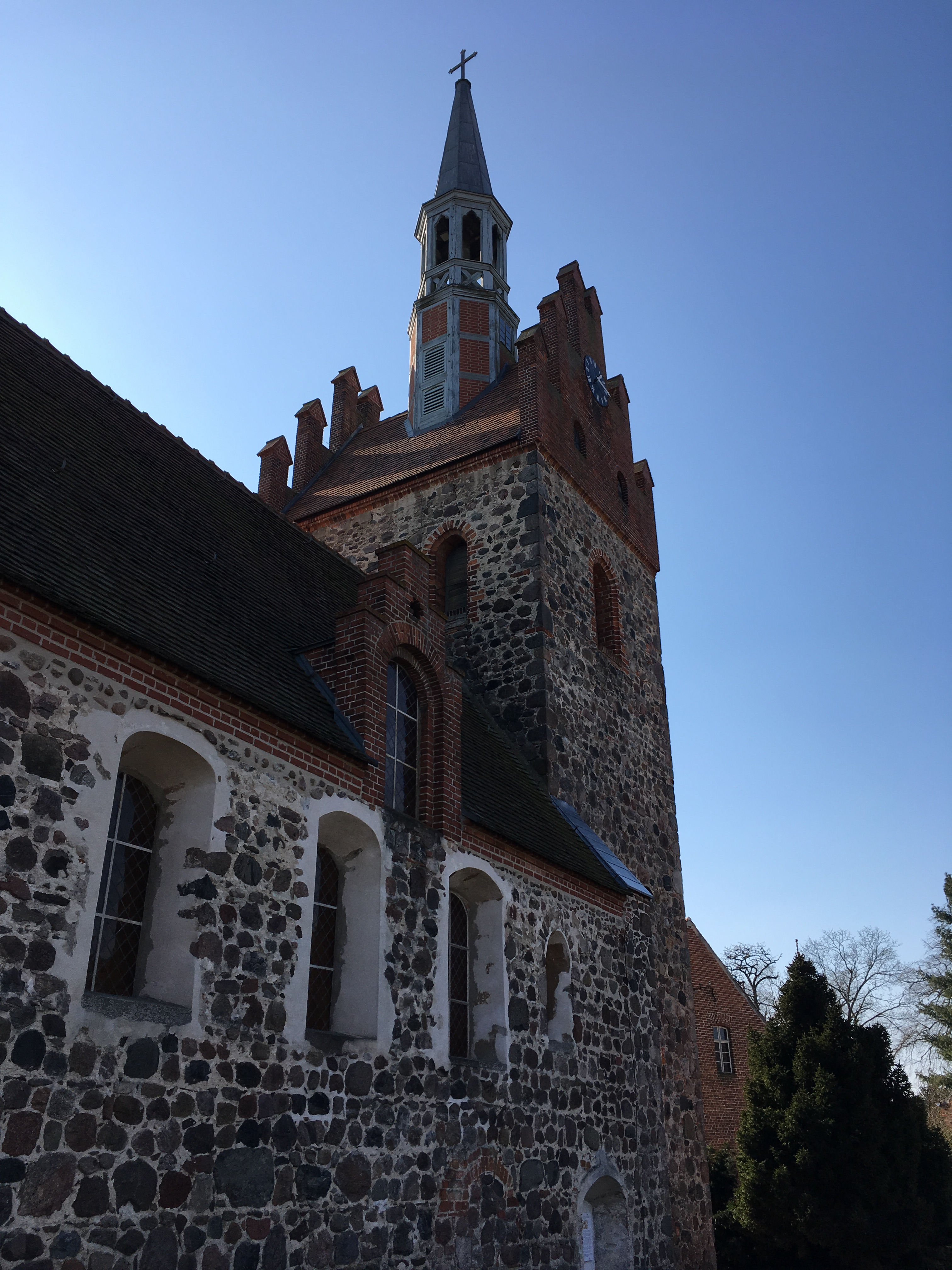
Ansicht von Nordosten

Der Sakralbau entstand in den Jahren 1226 und 1250 aus Apsis, Chor und Kirchenschiff. Vermutlich im 15. Jahrhundert kam der Westturm mit einem Walmdach hinzu. Darauf weisen gotische Formsteine in den oberen Turmfenstern hin. Weiterhin existierte zu einer früheren Zeit eine Glocke mit der Inschrift „1481“. Das Kirchenpatronat hielten von etwa 1450 bis 1523 die von Schlieben, die an der Nordseite eine separate Patronatstür einbauen ließen. Auf sie geht vermutlich auch die Ausmalung des Innenraums im 15. Jahrhundert zurück.
1525 wurde unter der Leitung des Pfarrers Petrus Zepernick die Reformation eingeführt. Von 1524 bis 1681 stand der Ort unter der Herrschaft derer von Flanß. Sie verkauften es 1681 an Preußen. Im 16. Jahrhundert besaß der Turm bereits eine hölzerne Spitze. Experten gingen lange Zeit davon aus, dass diese erst 1847 errichtet wurde. Um 1700 vergrößerten Arbeiter zahlreiche Fenster „barock“. Aus dem Jahr 1705 ist eine Zeichnung überliefert, die den Kirchturm mit einer kleinen Turmspitze zeigt. Dies war auch das Jahr, ab dem der Pfarrer Andreas Neumann im Ort bis 1731 seelsorgerisch tätig war. In dieser Phase soll auch ein Kanzelaltar und 1706 ein Taufengel angeschafft worden sein, der jedoch wohl bereits 1726 herabstürzte.
Nachdem Wittbrietzen preußisch geworden war, ließ Friedrich II. im Jahr 1763 auf der Gemarkung des in diesem Jahr aufgelösten Ritterguts insgesamt 16 Neubauern ansiedeln. Die Einwohnerzahl verdoppelte sich und führte dazu, dass in der Kirche über viele Jahrzehnte ein erheblicher Platzmangel herrschte. Der Einbau einer Empore, die zu einem späteren Zeitpunkt aufgedoppelt wurde, führte zu keiner Entlastung.
Die Kirchengemeinde entschloss sich daher im Jahr 1847 zu einem größeren Umbau, nachdem zuvor ein vollständiger Abriss und Neubau einer Kirche verworfen wurde. Ein Teil des Turmraumes wurde in das Kirchenschiff einbezogen und mit einer Empore versehen. Hierzu wurde die 1,40 Meter breite Wand des Kirchturms auf eine Höhe von neun Metern aufgebrochen werden. Die Flachdecke im Kirchenschiff wurde entfernt und durch ein Tonnengewölbe ersetzt. So war es möglich, im Bereich des Kirchturms eine doppelstöckige Empore einzubauen. Über ein zusätzlich angebrachtes Treppenhaus an der Südseite konnten nun zahlreiche Gläubige die neuen Sitzgelegenheiten erreichen. Arbeiter setzten die vorhandenen Pforten zu und errichteten an der Westseite des Turms ein neues Portal. Durch gute Kontakte des Pfarrers Friedrich Liebetrut zu Friedrich Wilhelm IV. konnte er erreichen, dass der Kirchenpatron eine Zustiftung vornahm, mit der der Zinnengiebel errichtet werden konnte. Die erneute Kirchweihe fand am 7. November 1847 im Beisein Friedrich Wilhelm IV. statt. 1861 kam eine Sakristei hinzu. Wilhelm Remler errichtete 1880 eine Orgel, die im 21. Jahrhundert noch vorhanden ist.
Bis 1910 waren Teile der Turmspitze baufällig geworden und stürzten ein. Die Kirchengemeinde entschloss sich zu einem Wiederaufbau, der sich an der Formensprache aus dem Jahr 1847 orientierte. 1923 erhielt die Kirche drei neue Glocken. 1962 erfolgte eine Restaurierung des Bauwerks, bei dem auch das Dach neu eingedeckt wurde. Die Turmspitze musste im Jahr 1998 komplett entfernt werden und konnte erst 2004 wieder aufgesetzt werden. Die Kirchengemeinde wurde dabei von einem neu gegründeten Förderverein unterstützt. Dabei kam jedoch Kiefernholz zum Einsatz, da das in den 1990er Jahren bereits angeschaffte Eichenholz verschwunden war. Bei den Restaurierungsarbeiten wurden an der Nordseite einige ursprüngliche Putzreste aus dem 13. Jahrhundert entdeckt. Außerdem legten Experten im Innenraum Reste einer mittelalterlichen Ausmalung aus dem 15. Jahrhundert frei, die Jesus am Kreuz mit Maria und Johannes unter dem Kreuz zeigen. Eine Komplettsanierung erfolgte zwischen 2004 und 2017 und konservierte den baulichen Zustand aus dem Jahr 1847. Davon ausgenommen war die Schauseite der Empore, die in den 1960er Jahren monochrom übermalt worden war. Im Zuge der Sanierungsarbeiten erhielt sie ihre ursprüngliche Ausmalung aus dem Anfang des 19. Jahrhunderts. Einem Förderverein gelang es, zwischen 2003 und 2017 fast 50.000 Euro für die Sanierung einzuwerben. Im Jahr 2020 war das Kiefernholz der Spitze marode geworden und musste ausgetauscht werden. In Abstimmung mit der Denkmalschutzbehörde wurde die Genehmigung erteilt, eine zusätzliche Zinkverkleidung an der Laterne sowie an den Zinnen anzubringen. Als die Arbeiten ausgeführt werden sollten, stellten Experten jedoch fest, dass die vorhandene Bleiabdeckung ebenfalls ausgetauscht werden musste. Außerdem war es erforderlich, in fünf Gefachen das Mauerwerk zu ersetzen.

## Baubeschreibung
Die Apsis wurde aus nicht behauenen Feldsteinen errichtet, die im unteren Bereich lagig geschichtet wurden. Sie ist halbrund und eingezogen. In Richtung Norden, Osten und Süden ist je ein gedrückt-segmentbogenförmiges Fenster, dessen Faschen verputzt sind. Dazwischen sind zum Teil erhebliche Ausbesserungsarbeiten erkennbar, die vermutlich von der Vergrößerung der Fenster stammen. Das Mittel- sowie das Nordfenster der Apsis stammen noch aus der ursprünglichen Bauzeit. Es folgt ein umlaufendes, profiliertes Gesims sowie eine ebenfalls umlaufende Blendarkade aus dem 19. Jahrhundert mit einem Halbkegeldach, das mit Biberschwanz gedeckt ist. Daran schließt sich der ebenfalls eingezogene Chor an. Er hat einen rechteckigen Grundriss und wurde ebenfalls aus Feldsteinen errichtet. Sie sind mit Ausnahme der Ecksteine am Übergang zur Apsis weder behauen noch lagig geschichtet. An der Südseite sind im oberen Bereich in westlicher Richtung zwei Fenster. Darunter ist eine Sakristei, die aus rötlichem Mauerstein mit einem rechteckigen Grundriss errichtet wurde. Dort sind an der östlichen Seite eines, an der südlichen Seite zwei segmentbogenförmige Fenster. An der Nordseite sind im oberen Bereich ebenfalls zwei Fenster. Darunter ist eine mit rötlichem Mauerstein zugesetzte Priesterpforte, die durch den Anbau der Sakristei überformt wurde. Der untere Bereich ist leicht lagig geschichtet, darüber verlaufen die Linien. Die Ecksteine sind auch hier behauen. Der Giebel des Chors besteht ebenfalls aus Feldsteinen.
Das Kirchenschiff hat einen rechteckigen Grundriss. An der nördlichen Seite sind drei große, gedrückt-segmentbogenförmige Fenster mit hell verputzten Faschen, die teilweise von Feldsteinen durchbrochen werden. Sie werden nach Westen hin durch ein deutlich kleineres, hochgesetztes Fenster ergänzt, das noch aus der Bauzeit stammen dürfte. Darunter sind ein zugesetztes Portal sowie westlich davon eine Pforte. An der Nordseite finden sich weiterhin Putzreste aus der Erbauungszeit. Am Übergang zum Dachfirst sind Ausbesserungsarbeiten aus einigen Lagen roter Mauersteine erkennbar. Auffällig ist ein Zwerchgiebel mit einem weiteren Fenster, das zwischen dem zweiten und dritten Fenster aus rotem Mauerstein errichtet wurde und in das Dach hineinragt. Auf der Südseite ist ebenfalls ein solches Fenster, darunter vier gleichartige große Fenster, die sich über die Fassade verteilen. Unter dem dritten Fenster ist eine zugesetzte Gemeindepforte. Ursprünglich besaß das Bauwerk lediglich zwei Portale an der Südseite. Am Übergang zur Sakristei befinden sich zwei Epitaphe, die an das Pfarrerehepaar Neumann erinnern.
Der Westturm ist querrechteckig und eingezogen. Die Nordseite ist im unteren Bereich geschlossen. Auffällig ist der polygonale Turm aus rötlichem Mauerstein, der beim Umbau im 19. Jahrhundert an der Südseite errichtet wurde, um der wachsenden Kirchengemeinde den Zugang zu den Emporen zu erleichtern. Der Turm besaß ursprünglich nur ein schlichtes Satteldach. Der Hauptzugang erfolgt nach dem großen Umbau von Westen her durch ein großes, rundbogenförmiges und zweifach getrepptes Portal aus rötlichem Mauerstein, das von zwei seitlich angebrachten Pfeilern und einem Spitzgiebel verziert wird. Darüber ist im mittleren Geschoss ein segmentbogenförmiges Fenster, das mit rötlichem Mauerstein eingefasst ist. Es folgt das Glockengeschoss mit je einer großen Klangarkade an der nördlichen, westlichen und südlichen Seite sowie zwei kleineren Klangarkaden an der östlichen Seite. Der Turmaufsatz wurde nach dem Einsturz aus Mauerstein errichtet. Er ist mit zahlreichen Fialen verziert und hat im unteren Bereich an der Nord- und Südseite zwei kleine Fenster mit einer darüber befindlichen, mittig angeordneten Turmuhr. Darüber erhebt sich ein oktogonaler Dachreiter mit einem mit Schiefer gedeckten Dach und einem Kreuz.

## Ausstattung

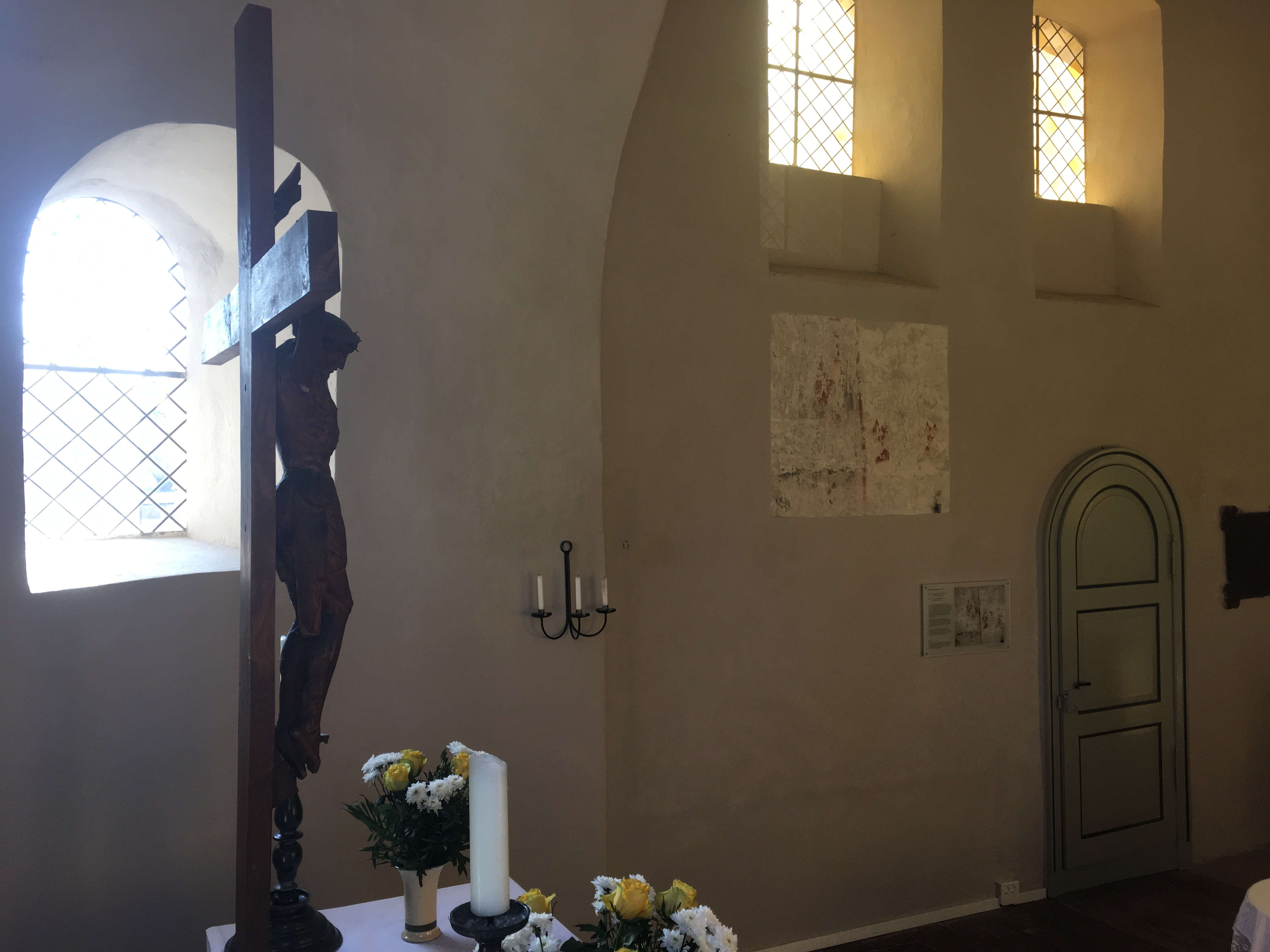
Blick ins Kirchenschiff

Die Kirchenausstattung stammt einheitlich aus dem Jahr 1847. Im Turm stehen zwei Figurengrabsteine, die an den 1580 verstorbenen H. von Flans sowie seine 1607 verstorbene Frau erinnern. Ein weiterer Grabstein stammt aus der Zeit um 1600 und zeigt einen Ritter, der vor einem Kruzifix kniet. An der Außenwand erinnern zwei Epitaphe an die 1717 bzw. 1731 verstorbenen Eheleute Neumann. Die Orgel stammt von Wilhelm Remler aus dem Jahr 1880. Der Innenraum trug ursprünglich eine Flachdecke. Im Innenraum konnten bei Sanierungsarbeiten die Reste einer mittelalterlichen Ausmalung freigelegt werden, die Motive aus dem Kreuzweg-Zyklus zeigen, darunter eine Abbildung der Station mit Maria und Johannes unter dem Kreuz.
Nördlich des Bauwerks erinnert ein Denkmal an die Gefallenen aus dem Ersten und Zweiten Weltkrieg.